# Amblyopone santschii
Amblyopone santschii är en myrart som först beskrevs av Menozzi 1922.  Amblyopone santschii ingår i släktet Amblyopone och familjen myror. Inga underarter finns listade i Catalogue of Life.

## Bildgalleri

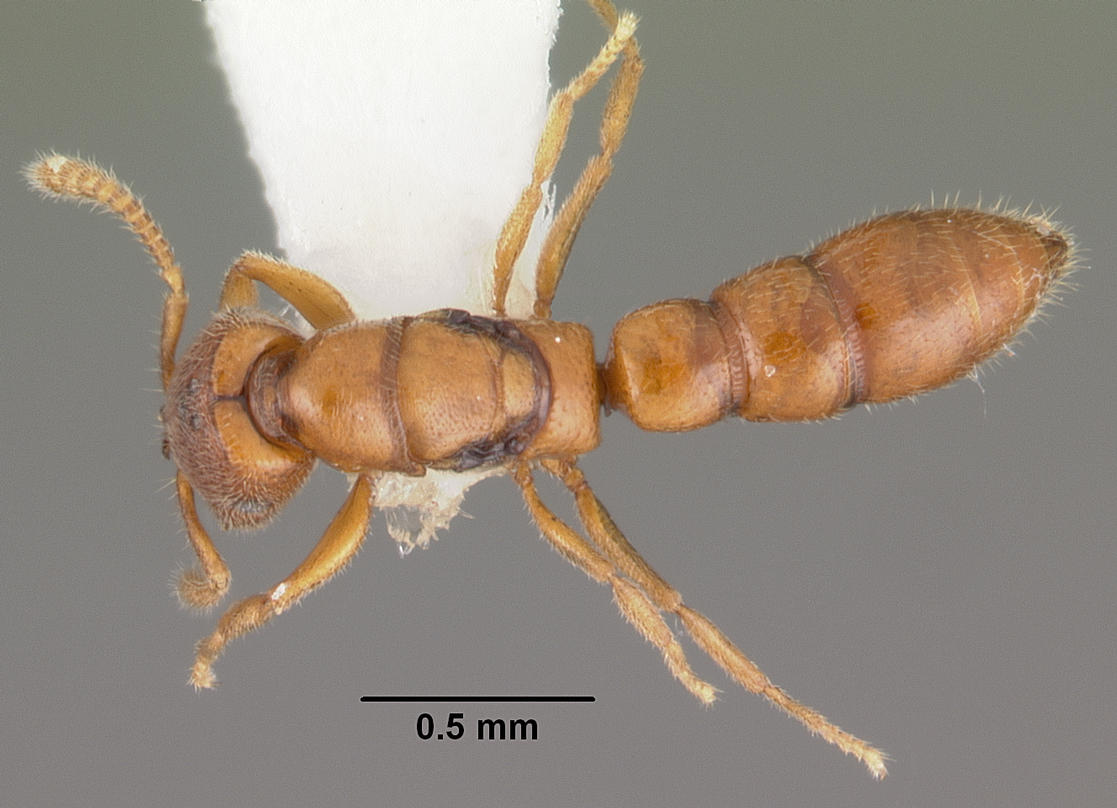
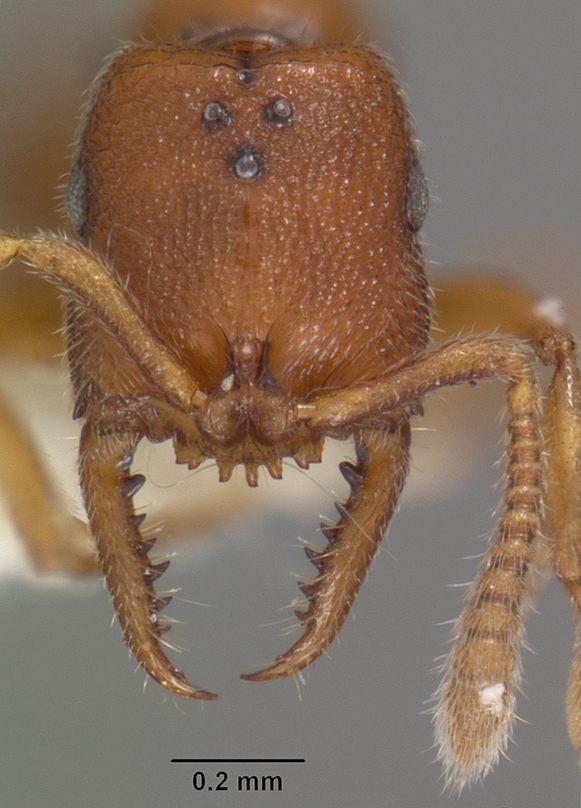
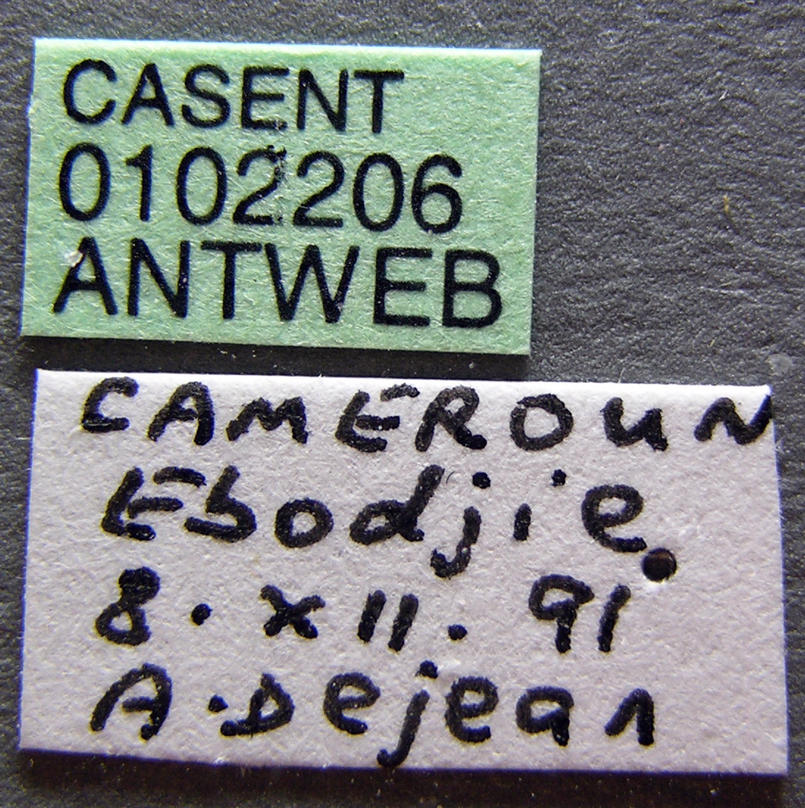
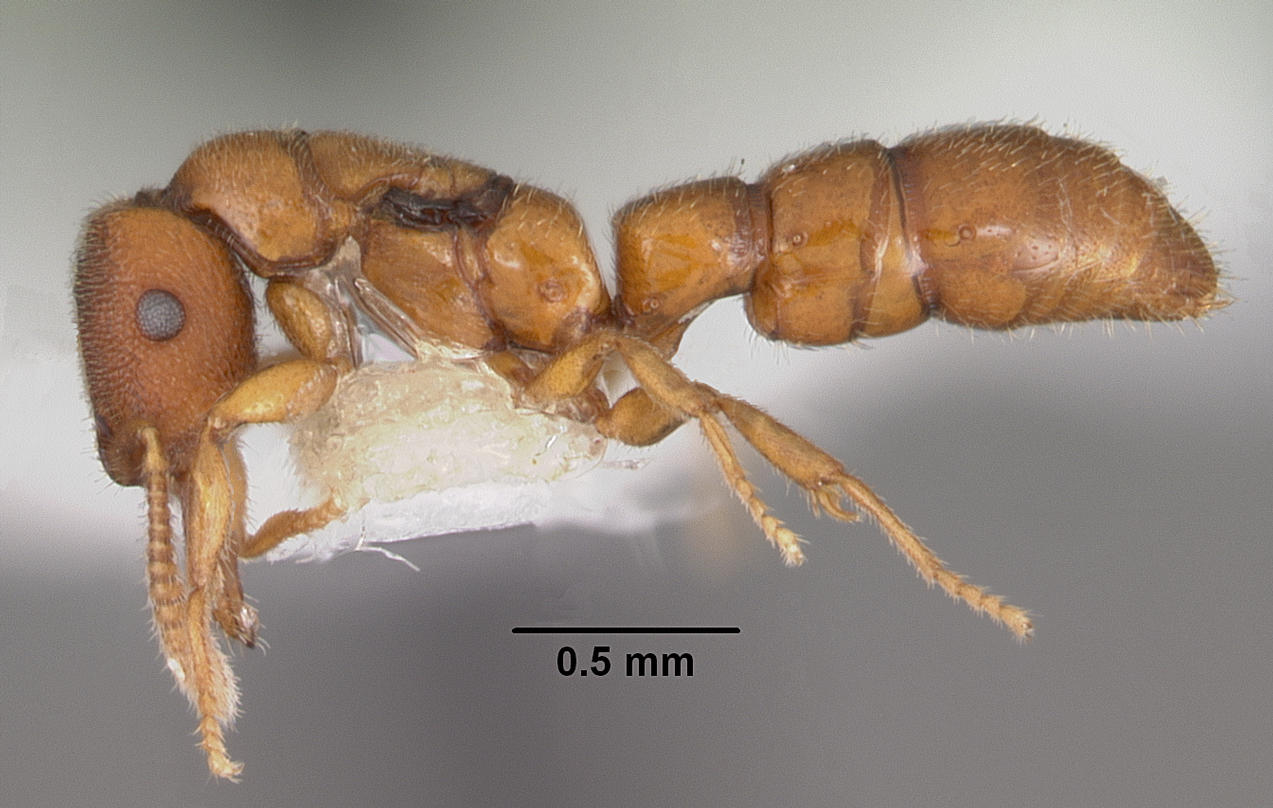
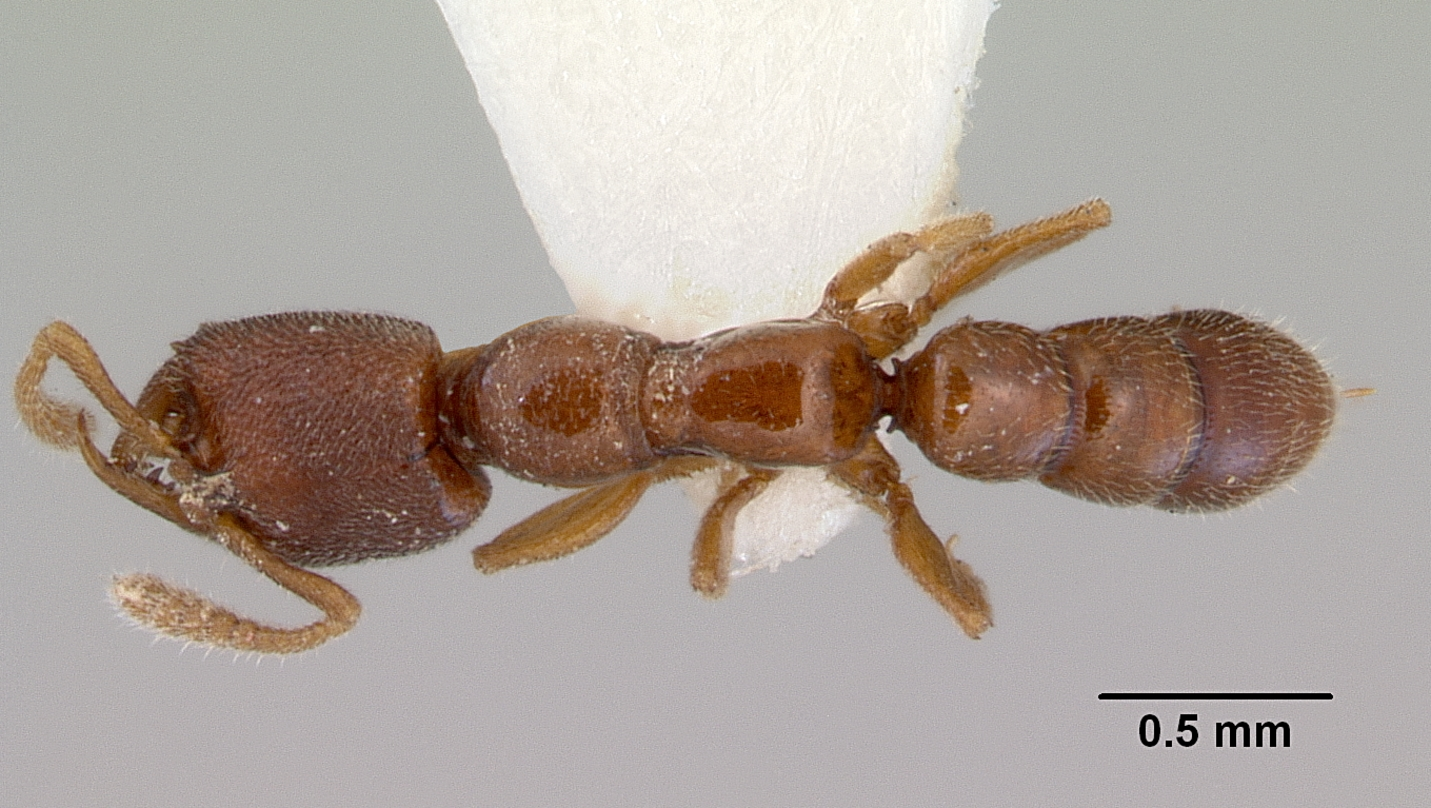
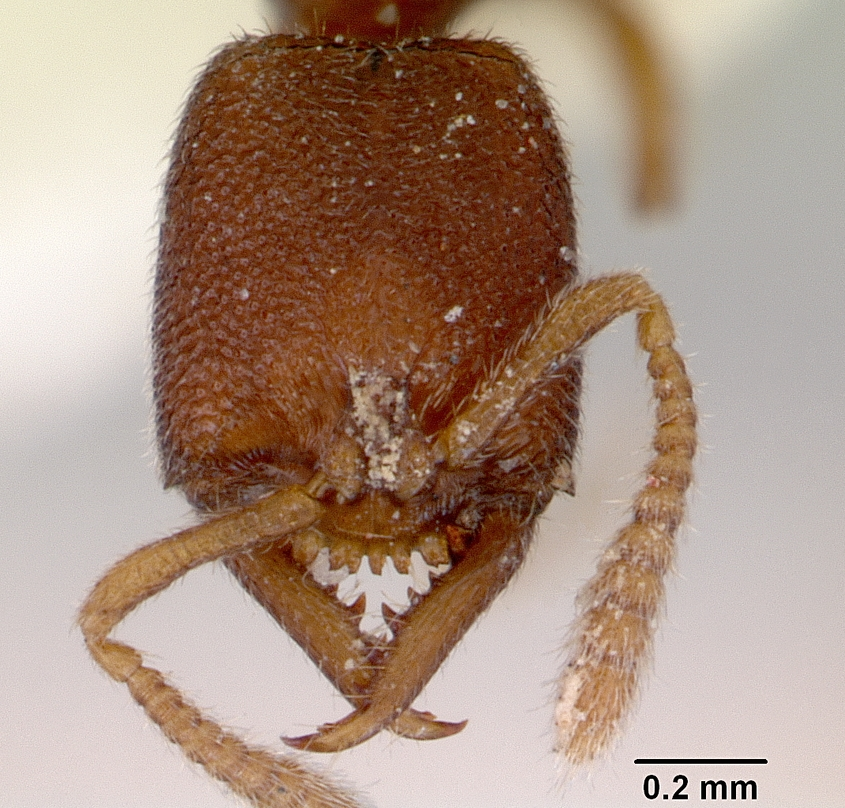